# 鄭默
郑默（213年—280年），字思元，郑袤子。西晋荥阳开封人。

## 生平
早年是曹魏的秘书郎，“考核旧文，删省浮秽”，曾編魏《中經》。入晋後，官拜中庶子，出为东郡太守。當時東郡大饑，郑默下令开仓赈济。後遷散骑常侍。一日晉武帝出車南郊，已有侍中部乘，依舊下诏說：“使郑常侍参乘。”。咸宁年間拜廷尉，再迁太常。因故被罷免。不久又拜大鸿胪，再迁大司农，又转光祿勳。太康元年（280年）卒，谥曰成。

## 子
- 郑球，尚書右僕射，領吏部。
- 郑豫，尚書。